# Holothuria kubaryi
Holothuria kubaryi is een zeekomkommer uit de familie Holothuriidae.
De wetenschappelijke naam van de soort werd in 1875 gepubliceerd door Hubert Ludwig.